# Pasadena (Canada)
Pasadena is een plaats en gemeente (town) in de Canadese provincie Newfoundland en Labrador. De gemeente ligt aan de oever van Deer Lake in het westen van het eiland Newfoundland.

## Geografie
Pasadena ligt aan de zuidoostelijke oever van Deer Lake. Dat is een groot meer in de vallei van de Humber, gelegen aan de rand van Newfoundlands Long Range Mountains.
De gemeente is voorts gelegen aan de Trans-Canada Highway (NL-1). Langs die weg bevindt zich een halte van de trans-Newfoundlandse busdienst van DRL Coachlines.

## Geschiedenis
Pasadena bestaat uit drie met elkaar vergroeide dorpjes: Pasadena, Midland en South Brook. South Brook werd gesticht in 1920 en Pasadena in 1923. In 1936 werd Midland door de overheid gesticht door de hervestiging van enkele gezinnen uit afgelegen Newfoundlandse gebieden.
In 1955 fuseerden Pasadena en Midland met elkaar om zo Pasadena-Midland te vormen, een gemeente met de status van local government community (LGC). In 1969 kreeg de gemeente de status van town en werd de naam veranderd naar kortweg Pasadena. Op 1 januari 1986 werd ook South Brook aan Pasadena toegevoegd. De plaatsen zijn allen met elkaar vergroeid tot één enkele bewoningskern.
In 2021 vond er een grenswijziging plaats. Hierbij werd het grondgebied verder naar het noorden uitgebreid door de toevoeging van aangrenzend gemeentevrij gebied.

## Demografie
Pasadena maakt deel uit van de agglomeratie van Corner Brook, een stad die 25 km naar het westen toe ligt. De voorbije decennia schommelde de bevolkingsomvang er rond de 3500.
| Demografische ontwikkeling van Pasadena tussen 1991 en 2021 |
| ----------------------------------------------------------- |
|                                                             |
| Bron: 1991–1996, 2001–2006, 2011–2016, 2021                 |

### Taal
In 2021 had 99% van de inwoners van Pasadena het Engels als moedertaal; alle anderen waren die taal machtig. Hoewel slechts vijftien mensen (0,4%) het Frans als (al dan niet gedeelde) moedertaal hadden, waren er 90 mensen die die andere Canadese landstaal konden spreken (2,6%). In 2021 was er naast het Engels of Frans geen enkele andere taal die meer dan tien mensen in Pasadena machtig waren.